# سيد المختار
سيد المختار هي جماعة قروية وقرية مغربية وسط المملكة. ينتمي سيد المختار لإقليم شيشاوة قرب مراكش. تضم هذه القرية الصغيرة 20.188 نسمة (إحصاء 2004).